# La muerta blanca
La muerta blanca (en el francés original, La Blanche morte) es una de las historietas que componen la saga de Las 7 vidas del gavilán, dibujada y realizada por Patrick Cothias, con guion y color es de André Juillard. Fue editada originalmente en 1983 por Glénat y en español por la revista Cimoc para aparecer posteriormente en formato álbum dentro de la Colección Cimoc Extra Color y dentro de la edición integral, siempre por parte de Norma Editorial.

## Argumento
En la noche del 27 de septiembre de 1601, mientras que en Fontainebleau María de Médici está de parto esperando el nacimiento de Luis, hijo del rey Enrique IV de Francia, Blanca de Troïl, embarazada de nueve meses, corre por el bosque nevado de Auvernia. Después de haberse escapado de la muerte salvándose de un lago helado, vino al mundo su criatura. Y cuando su esposo Yvon de Troïl, acompañado de su hermano menor Gabriel y algunos hombres, la encuentran, es demasiado tarde. Blanca muere de agotamiento y de frío tras haber dado a luz su hija y haberla envuelto con su vestido rojo. Las dos criaturas recién nacidas lanzan su primer grito al mismo tiempo.
Mientras que el nacimiento del Delfín de Francia se propaga, Yvon, persuadido de que el padre de la criatura es Gabriel, le expulsa del entorno familiar y recoge a la recién nacida, una niña que se llamará Ariana.

### Personajes
- Ariane de Troïl
- Yvon de Troïl
- Gabriel de Troïl
- Guillemot de Troïl
- Germain Grandpin

### Álbumes
En francés:
- Glénat (colección « Vécu »), en historieta, 1983
- Glénat (colección « Caractère »), en historieta, 1992

En español:
- Norma Editorial (colección « Cimoc extra color »), 1989
- Norma Editorial (dentro del integral), 2009